# Liaoceratops

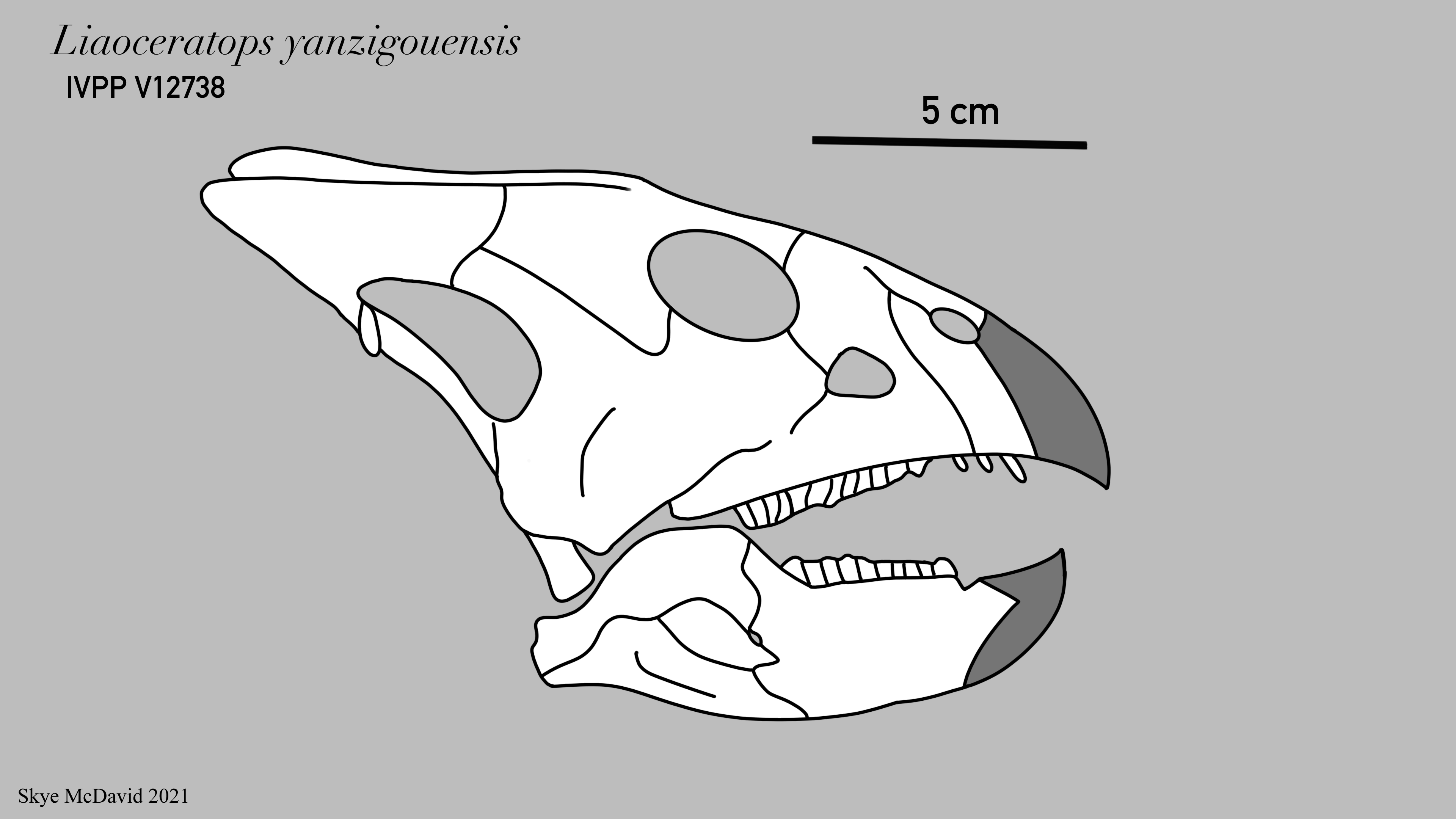
Reconstrução esquelética de um Liaoceratops.

Liaoceratops, que vem de "ceratops ("com chifre no rosto") de Liaoning" (província na China onde foi descoberto), é um dinossauro do grupo dos Ceratopsia, que se acredita ser um dos primeiros ceratopsídeos, os dinossauros com chifre no rosto. Viveu no início do Cretáceo, há cerca de 130 milhões de anos. A espécie-tipo é Liaoceratops yanzigouensis.
Foi descoberto na China por uma equipe de cientistas americanos e cientistas. O Liaoceratops era muito menor do que seus parentes de mais tarde, mas oferece um vislumbre do início da evolução deste grupo de dinossauros.